# 1989 في سوريا
فيما يلي قوائم الأحداث التي وقعت خلال عام 1989 في سوريا.

## أفلام
من الأفلام التي صدرت هذه السنة في سوريا:
- 1 يناير – ليالي ابن آوى من إخراج عبد اللطيف عبد الحميد.

## مواليد

### يناير
- 21 يناير – محمد فارس لاعب كرة قدم سوري.

### فبراير
- 4 فبراير – أحمد الدوني لاعب كرة قدم سوري.

### مارس
- 21 مارس – أليسار أيلابوني عارضة نمساوية.
- 23 مارس – عمر السومة لاعب كرة قدم سوري.

### مايو
- 3 مايو – علاء الشبلي لاعب كرة قدم سوري.
- 20 مايو – أحمد الصالح لاعب كرة قدم سوري.

### يونيو
- 6 يونيو – غفران محمد لاعبة قوى سورية.

### يوليو
- 1 يوليو – محمد دعاس لاعب كرة قدم سوري.
- 20 يوليو – فرح يوسف مغنية سورية.
- 28 يوليو – ياسر شاهين لاعب كرة قدم سوري.

## وفيات

### يناير
- 1 يناير – سعيد حوى (مواليد 1935)

### يونيو
- 23 يونيو – ميشيل عفلق (مواليد 1912)